# Rossana Ghessa
Rossana Ghessa (Carbonia, 24 gennaio 1943) è un'attrice italiana naturalizzata brasiliana.

## Biografia
Trasferitasi in Brasile all'età di 7 anni ha esordito nel cinema nel 1966 con il film Paraíba, Vida e Morte de um Bandido, diretto da Victor Lima.  Nella sua carriera dal 1966 al 1996 ha recitato in 43 lungometraggi, perlopiù  italiani e brasiliani. 
Tra i titoli più noti, si ricordano Sulla piazza di Rio me le faccio tutte io (1970), diretto da Alberto Pieralisi, Ana Terra (1971) di Durval Garcia e  Femmine in fuga (1984) di Michele Massimo Tarantini, tutti e tre interpretati da protagonista. 

## Filmografia parziale

### Cinema
- Paraíba, Vida e Morte de um Bandidol, regia di Victor Lima (1966)
- 007 1/2 no Carnaval, regia di Victor Lima (1966)
- Bebel, Garota Propaganda, regia di Maurice Capovilla (1968)
- OSS 117 prend des vacances, regia di Pierre Kalfon (1970)
- Rapporto sulle esperienze sessuali di tre ragazze bene (O Palácio dos Anjos), regia di Walter Hugo Khouri (1970)
- Sulla piazza di Rio me le faccio tutte io, regia di Alberto Pieralisi (1970)
- Ana Terra, regia di Durval Garcia (1971)
- Amantes, Amanhã Se Houver Sol, regia di Ody Fraga (1975)
- Me Deixa de Quatro, regia di Fauzi Mansur (1981)
- Femmine in fuga, regia di Michele Massimo Tarantini (1984)
- Adágio ao Sol, regia di Xavier de Oliveira (1996)